# Арганія
Арганія (Argania) — рід квіткових рослин із родини сапотових. Містить один вид Argania spinosa, також відомий як арган. Дерево, ендемік напівпустельної долини Соус, яка знаходиться на південному заході Марокко. Росте на вапнякових ґрунтах.
Арганове дерево виростає заввишки до 8-10 м і живе до 200 років. Колюче, з кострубатим стовбуром. Листя дрібне, 2-4 см завдовжки, овальне, з округлою вершиною. Квіти маленькі, з п'ятьма блідими жовто-зеленими пелюстками; цвіте у квітні. Плоди завдовжки 2-4 см і 1,5–3 см шириною. Мають товсту гірку шкірку, під якою лежить соковитий перикарп із приємним запахом, але неприємним смаком. Всередині розташований дуже міцний горішок, який містить одну (іноді дві або три) невеликих багатих олією насінини. Дозрівання триває близько року, і зрілі плоди збирають в червні-липні наступного року.

## Назва

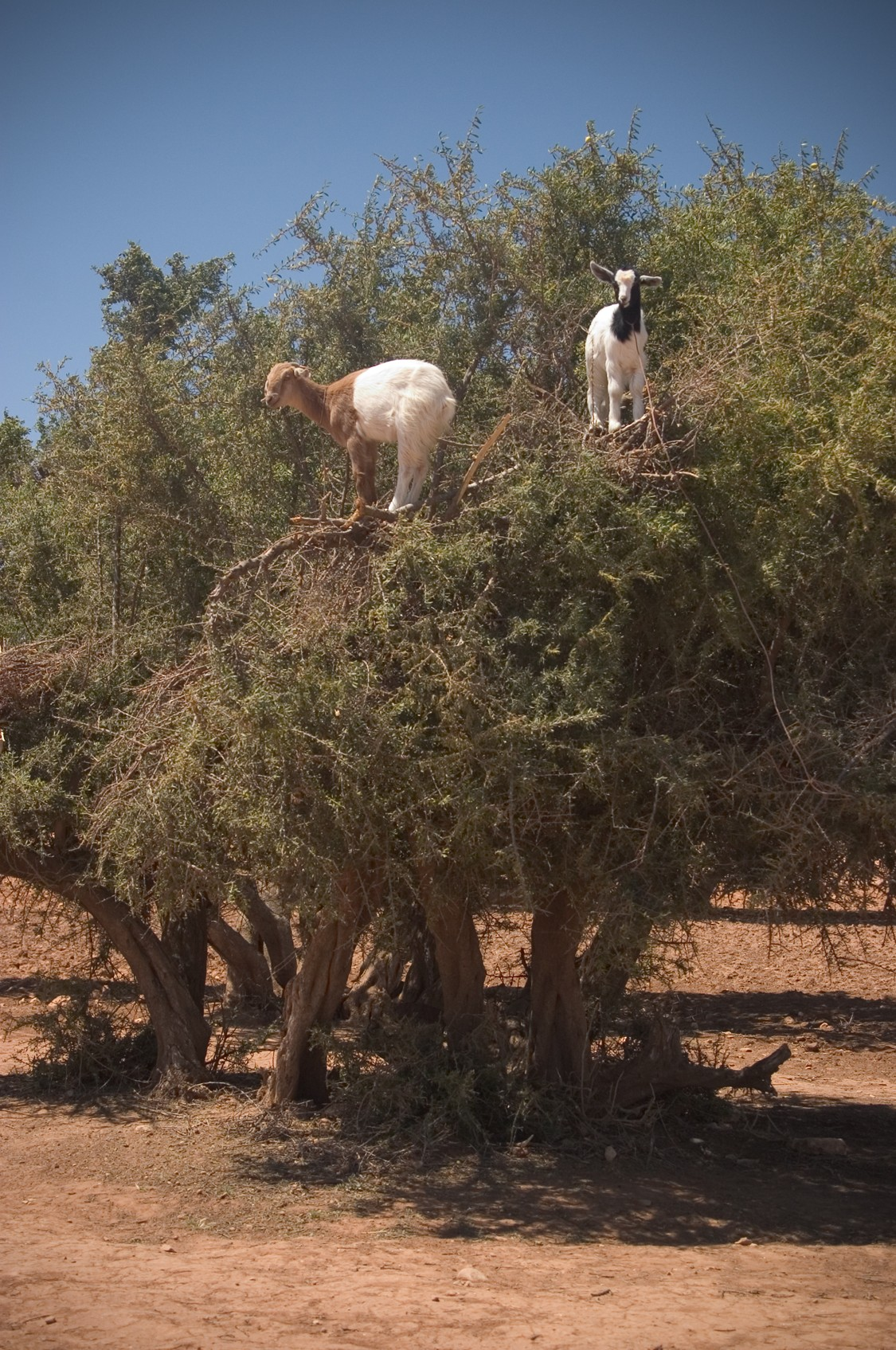
Кози повилазили на дерево арганії

Назва «арганія» походить від слова «арган», що на шільхській мові (підгрупа берберської мови) означає дерево. Цією мовою говорять більшість людей, які проживають на території, де це дерево є ендеміком. Шільхська мова має багатий словниковий запас для різних частин плода, стадій його стиглості, збору і обробки. Олія також називається «арган». В середньовічних арабських фармакологічних джерелах дерево відоме як harjān; ця назва теж походить від шільхського «арган».

## Вирощування

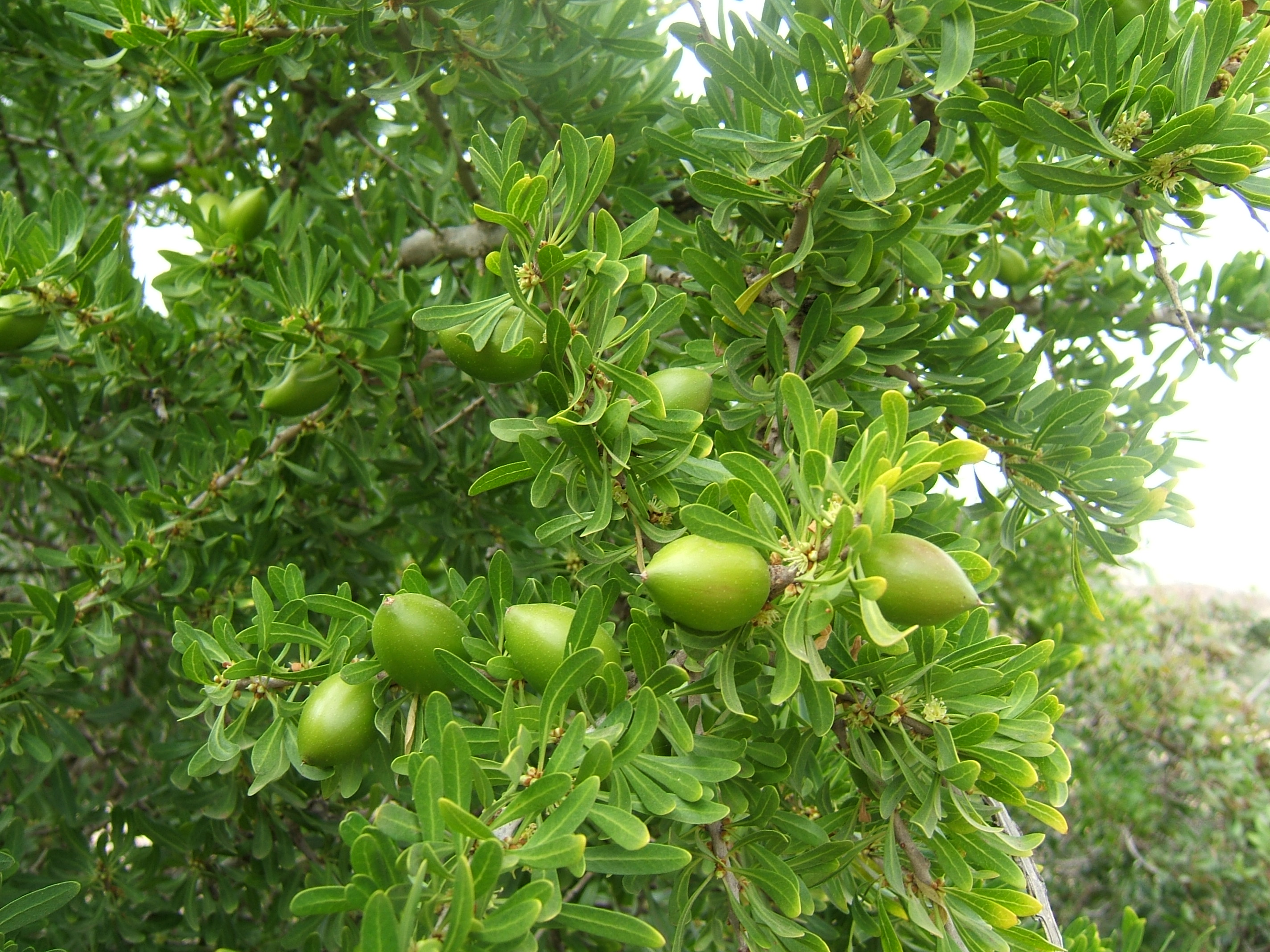
Листя, квіти і незрілі плоди

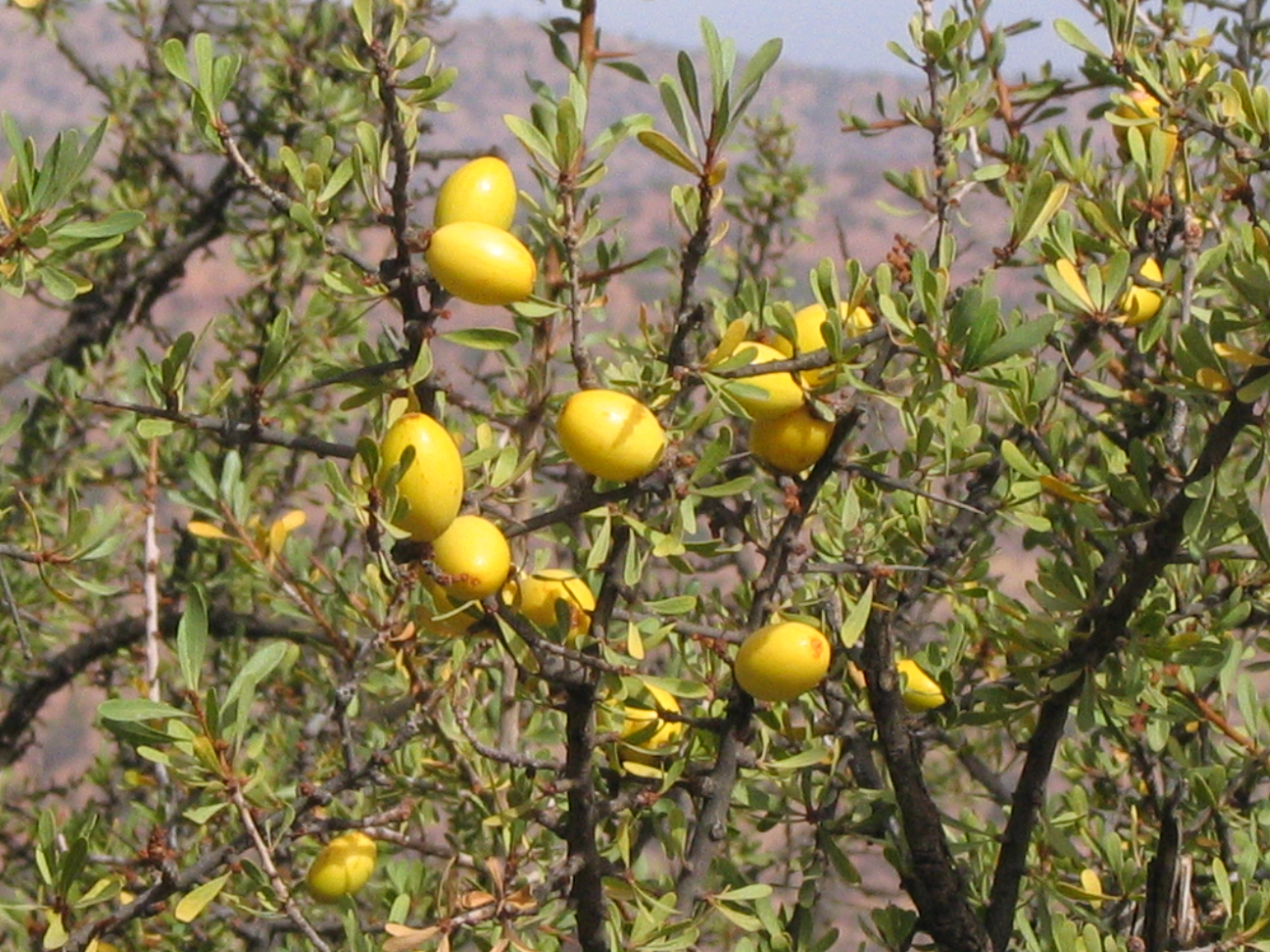
Зрілі плоди

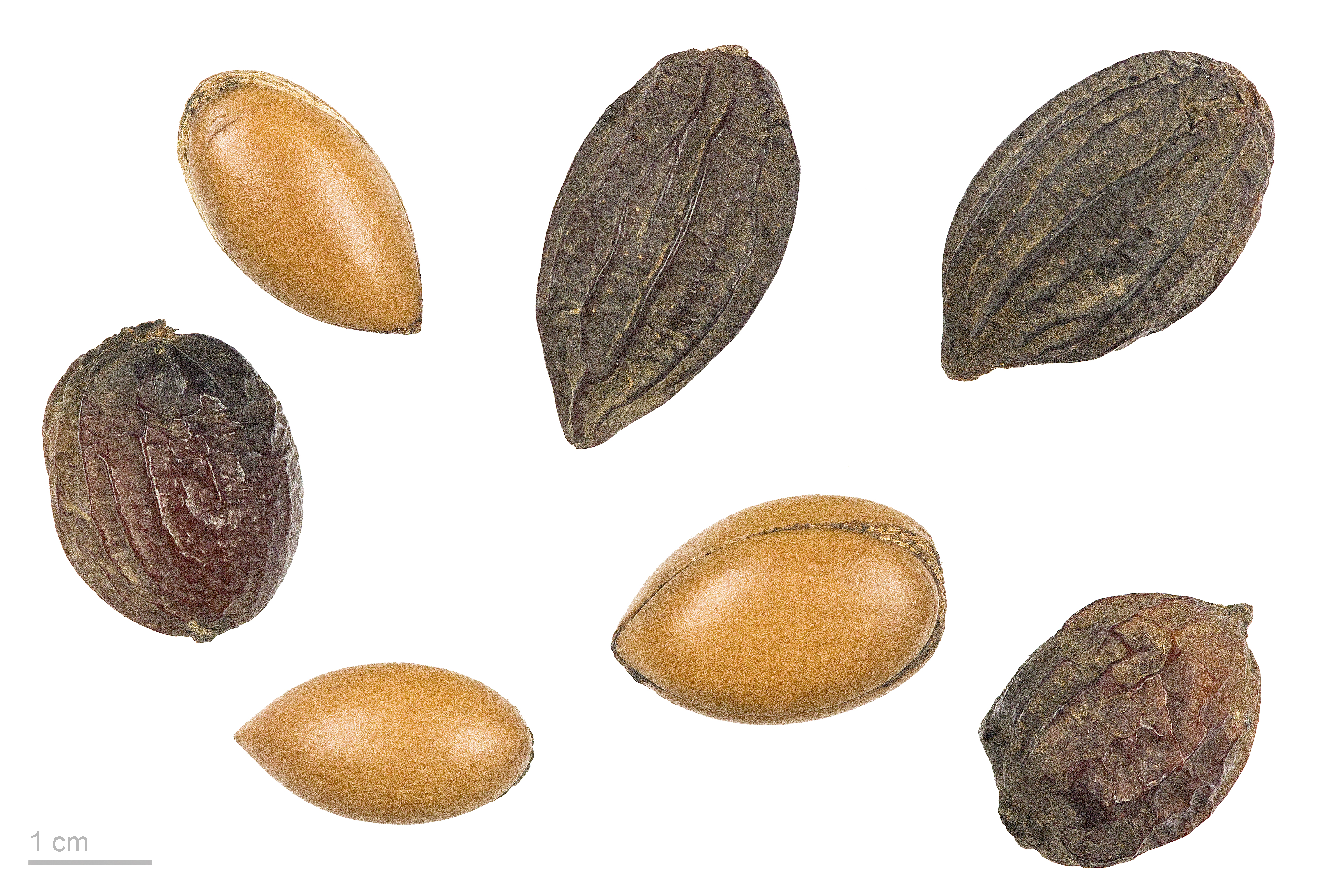
Argania spinosa, Тулузький природознавчий музей

У Марокко арганові ліси зараз вкривають 8280 км2 і знаходяться під захистом як біосферний заповідник ЮНЕСКО. За останні 100 років їх площа скоротилася майже наполовину через переробку на деревне вугілля, випас худоби і все більш інтенсивне використання. Найбільше підстав сподіватись на збереження дерев дає нещодавній розвиток процвітаючого експортного ринку арганової олії як цінного продукту. Проте зростання прибутків від експорту арганової олії перебуває під загрозою через збільшення популяції кіз у місцевого населення, які об'їдають дерева. Місцеві жителі використовувати отримані прибутки на купівлю і збільшення поголів'я кіз, які вилазять на дерева арагонії, об'їдають листя і плоди, чим сповільнюють ріст дерев та зменшують урожаї.
Генетично модифікована арагонія вирощується в Ізраїлі, у пустелі  Негев.

## Використання
У деяких частинах Марокко арганія замінює маслину як джерело корму, олії, пиломатеріалів і палива у берберському суспільстві. Особливо біля Ес-Сувейра, де кози часто підіймаються на дерева арганії.

### Плоди
Арганові плоди опадають в липні, коли вони стають чорними і сухими. Поки цього не станеться, за аргановими плантаціями доглядають наглядачі, і не допусають кіз до дерев. Права на збір плодів контролюються законом і сільськими традиціями. Рештки горіхів після збирачів доїдають кози.

### Арганова олія
Арганову олію виробляють кілька жіночих кооперативів у південно-західній частині Марокко. Найбільш трудомісткою частиною добування олії є видалення м'якуша (яку використовують на корм тваринам) і ручне лущення міцних горішків між двома каменями. Потім видаляють насіння і злегка обсмажують його. Цей етап є важливим, так як надає олії характерного горіхового аромату.
Традиційна технологія отримання олії полягає в тому, щоб розмолоти підсмажене насіння у кам'яному роторному ручному млині з невеликою кількістю води у пасту. Отриману масу стискають руками до виділення олії. У шроті, який залишився, залишається багато олії, але він йде на корм тваринам. Отриману таким чином олію можна зберігати і використовувати протягом 3-6 місяців, потім знову добувають свіжу олію по мірі необхідності для сім'ї, із запасів горіхів, які неушкоджені можуть зберігатися до 20 років. Все більшого поширення набуває сухий метод пресування. Таким методом отримують більше олії, яка йде на реалізацію, до того ж її зберігати та використовувати можна до 12-18 місяців після добування.
Олія містить до 80 % ненасичених жирних кислот, багато незамінних жирних кислот, і більш стійка до окислення, ніж оливкова олія. Арганова олія використовується для просочення хліба, приготування кус-кусу, салатів, та іншого подібного використання. Олія для хліба, яка називається алмоу, до складу якої входять олія аргана, мигдалю і арахісу, іноді підсолоджена  медом або цукром. Олія не смажених горішків традиційно використовується як засіб для лікування шкірних захворювань, також стала улюбленим додатком європейських виробників косметики.
Арганова олія продається в Марокко як предмет розкоші. Нею все більше цікавляться виробники косметики в Європі. Раніше купити олію за межами Марокко було важко, але з 2001—2002 року вона стала популярним продуктом в Європі та Північній Америці. Відтоді широко доступна в спеціалізованих магазинах, іноді в супермаркетах. Її ціна (40-50 доларів США за 500 мл) відрізняється від інших олій.
Арганова олія містить:
- 44 % олеїнової кислоти
- 30 % альфа-ліноленової кислоти (дані суперечать таблиці зі статті «арганова олія»)
- 12 % пальмітинової кислоти
- 6 % стеаридинової кислоти
- 5 % лінолевої кислоти (дані суперечать таблиці зі статті «арганова олія»)
- 3 % міристинової кислоти